# Aimé Rosso
Aimé Rosso, né le 5 juin 1955 à Saint-Tropez, est un footballeur français.

## Biographie
Lors de la saison 1976-1977, sa deuxième au FC Tours, Aimé Rosso n'est plus titulaire au sein de l'attaque tourangelle du fait que le coach Pierre Phelipon alterne entre lui et Pierre-Antoine Dossevi pour occuper le troisième poste d'attaquant aux côtés de Thierry Princet et Larbi Othmani.

## Statistiques
| Saison                | Club                  | Championnat           | Championnat | Championnat | Coupe(s) nationale(s) | Coupe(s) nationale(s) | Total | Total |
| Saison                | Club                  | Division              | M.          | B.          | M.                    | B.                    | M.    | B.    |
| 1973-1974             | AS Monaco             | D1                    | 5           | 0           | 4                     | 0                     | 9     | 0     |
| 1974-1975             | AS Monaco             | D1                    | 1           | 0           | -                     | -                     | 1     | 0     |
| Sous-total            | Sous-total            | Sous-total            | 6           | 0           | 4                     | 0                     | 10    | 0     |
| 1975-1976             | FC Tours              | D2                    | 28          | 4           | 1                     | 0                     | 29    | 4     |
| 1976-1977             | FC Tours              | D2                    | 16          | 6           | -                     | -                     | 16    | 6     |
| 1977-1978             | FC Tours              | D2                    | 30          | 5           | 5                     | 3                     | 35    | 8     |
| 1978-1979             | FC Tours              | D2                    | 29          | 3           | 2                     | 0                     | 31    | 3     |
| 1979-1980             | FC Tours              | D2                    | 16          | 2           | 4                     | 0                     | 20    | 2     |
| 1980-1981             | FC Tours              | D1                    | 19          | 1           | 4                     | 0                     | 23    | 1     |
| 1981-1982             | FC Tours              | D1                    | 6           | 0           | 3                     | 0                     | 9     | 0     |
| Sous-total            | Sous-total            | Sous-total            | 144         | 21          | 16                    | 3                     | 160   | 24    |
| Total sur la carrière | Total sur la carrière | Total sur la carrière | 150         | 21          | 20                    | 3                     | 170   | 24    |

## Palmarès
Coupe de France
- Finaliste en 1974

Championnat de France D2
- Champion du groupe A et finaliste en 1980